# Makedonien (antikes Königreich)

Der Stern von Vergina gilt als Emblem der makedonischen Königsdynastie.

Das Königreich Makedonien (griechisch Μακεδονία; genannt auch „Mazedonien“) war ein antikes Königreich im Norden des heutigen Griechenlands und wurde vermutlich im 7. Jahrhundert v. Chr. von der Dynastie der Argeaden gegründet. Den Höhepunkt seiner Geschichte stellt die Ausdehnung des Reiches unter Alexander dem Großen (356–323 v. Chr.) dar. Makedonien wurde 146 v. Chr. zur römischen Provinz Macedonia, was das Ende des Königreichs bedeutete.

## Geschichte

### Makedonien am Rand der griechischen Welt (7. Jahrhundert v. Chr. bis 360 v. Chr.)

Makedonien während des Peloponnesischen Krieges

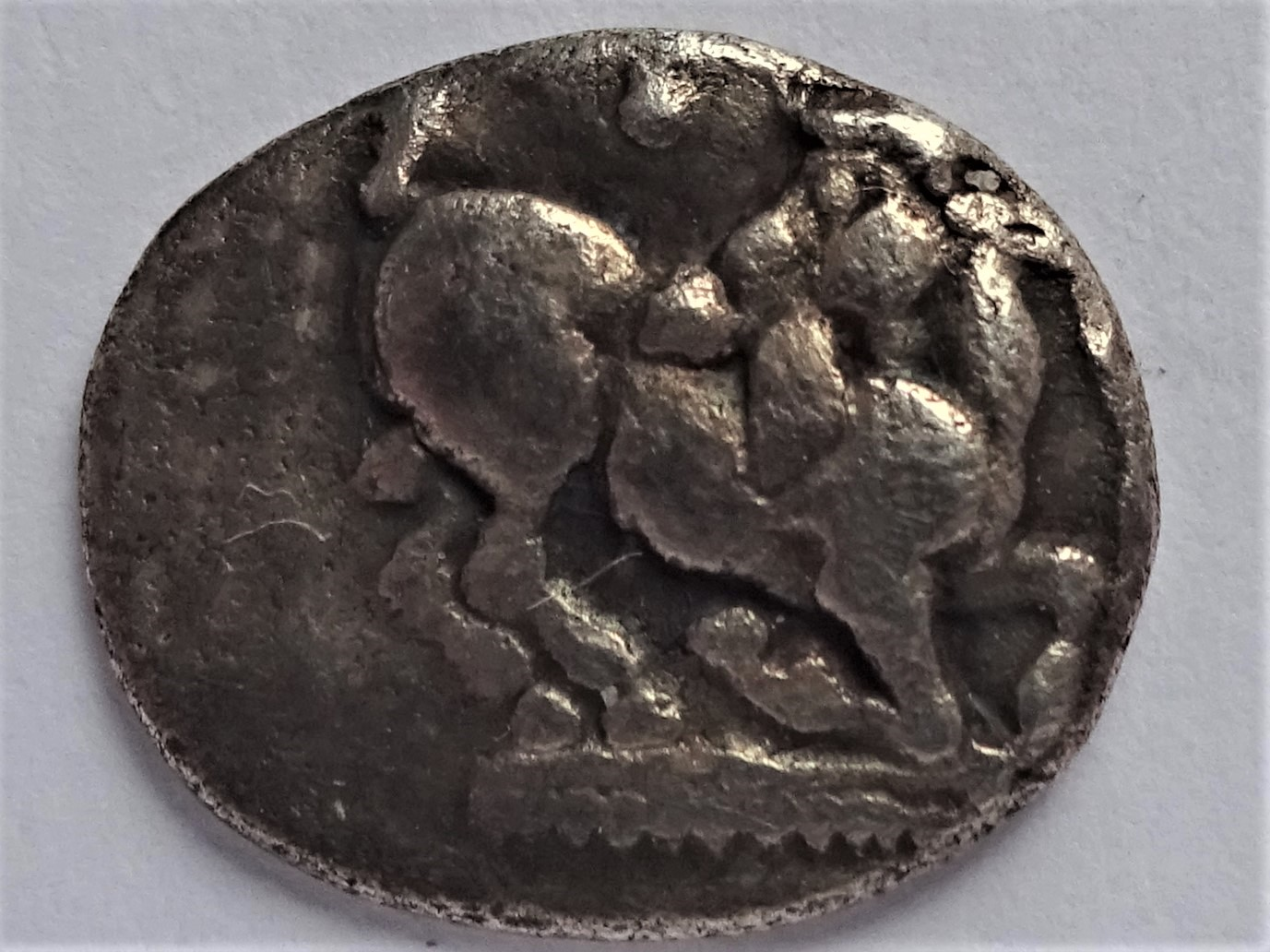
Trihemiobol aus Aegae, Ziegenbock, ca. 500-480 v. Chr.

Die als Makedonen bekannte antike Volksgruppe bewohnte die Region Makedonien spätestens seit dem 7. Jahrhundert v. Chr. In dieser Zeit eroberten sie mehrere Gebiete in dieser Region (unter anderem Pieria, Bottiaia, Almopia, Mygdonia und Paionia). Die historische makedonische Königsliste reicht nicht weiter als bis ins siebte Jahrhundert v. Chr. zurück. Ob Herrscher wie Karanos, der in späteren Quellen als erster makedonischer König erwähnt wird, historisch sind, ist unklar, auch wenn die Dynastie der Argeaden, die er begründet haben soll, noch in historischer Zeit in Makedonien herrschte. Bis ins 4. Jahrhundert sahen sich die Argeaden in ihrem Reich zahlreichen Dynasten und Lokalkönigen gegenüber und beherrschten weite Teile Makedoniens daher allenfalls indirekt.
Im Vorfeld der Perserkriege (500–448 v. Chr.) wurde Makedonien dem persischen Großkönig Dareios I. tributpflichtig und unterwarf sich ihm. Nach dem Ende der Perserkriege, in denen Makedonien auf persischer Seite gekämpft hatte, erlangte der makedonische König Alexander I. für Makedonien die völlige Unabhängigkeit zurück. Zu Beginn des Peloponnesischen Krieges (431–404 v. Chr.) war Makedonien ein Verbündeter Athens. Als jedoch Potidaia vom Attischen Seebund abfiel, unterstützte der makedonische König Perdikkas II. diese Stadt sowie die übrigen chalkidischen Städte. Daraufhin kam es zu Konflikten mit Athen, die von Perdikkas’ Bruder Philipp unterstützt wurden. Wenig später schlossen Makedonien und Athen jedoch ein neues Bündnis. Während Perdikkas’ Herrschaft wechselte die politische Lage noch mehrmals. Als Archelaos I. im Jahre 413 v. Chr. König von Makedonien wurde, legte er den Grundstein für die spätere Großmachtstellung Makedoniens. Der Staat Makedonien war bis zu Archelaos’ Amtsantritt nur schlecht geführt worden und seine Organisation war nur rein systematisch. Archelaos leitete eine Reihe innerer Reformen ein und verbesserte die Verwaltung, das Militär und den Handel erheblich. Er versuchte, die Macht der Krone zu vergrößern, ließ eine Unmenge hochwertiger Münzen prägen, verbesserte die Organisation seines Militärs und baute die kulturellen Kontakte zu den Griechen aus. 392 v. Chr. wurde Amyntas III. makedonischer König und führte Kriege gegen die Illyrer, deren Invasionen Makedonien nur knapp überstand. Mittlerweile war auch der chalkidische Bund zu einem erheblichen Machtfaktor in Nordgriechenland geworden und es kam zu Grenzstreitigkeiten mit Makedonien (Erster Olynthischer Krieg). Makedonien verbündete sich nun mit Sparta und der chalkidische Bund musste im Jahre 379 v. Chr. kapitulieren. Die meisten Städte der Chalkidike wurde in das makedonische Reich eingegliedert.

### Vormacht in Griechenland (359 v. Chr. bis 337 v. Chr.)

Makedonien zum Zeitpunkt von Philipps Tod

359 v. Chr. bestieg Philipp II. den Thron von Makedonien. Ihm gelang es in den gut 20 Jahren seiner Regierungszeit, einerseits innenpolitisch die bis dahin eher fragile Position des makedonischen Königtums zu stärken, andererseits außenpolitisch Makedonien zur Großmacht im griechischen Raum und darüber hinaus zu machen. Er brach die Macht anderer Thronprätendenten und der hinter ihnen stehenden Gruppierungen und sicherte sich die Loyalität der Hochadligen und Kleinkönige Obermakedoniens (beispielsweise in der Lynkestis und der Elimiotis). Philipp zwang diese Regionen, die zuvor vielfach eine eigene Politik betrieben hatten, zur Unterwerfung unter das makedonische Königtum. Sie mussten ihre Kinder als Geiseln stellen, die am Hof des Argeaden gemeinsam mit seinen eigenen Nachkommen erzogen wurden; viele von ihnen folgten später Alexander dem Großen nach Persien.
Der Einfall der Phoker in Thessalien (Dritter Heiliger Krieg) ermöglichte Philipp II., sich an dem daraus resultierenden Krieg zu beteiligen und so in Mittelgriechenland Fuß zu fassen. Der Hilferuf der Thessalier war also ein willkommener Vorwand, um makedonische Truppen nach Zentralgriechenland zu verlegen. Philipp II. gelang es, die Phoker in der Schlacht auf dem Krokusfeld zu besiegen, woraufhin Makedonien in die Amphiktyonische Liga aufgenommen wurde. Durch die Aufnahme in diesen religiösen Verband wurde Makedonien praktisch in die Gemeinschaft der Griechen aufgenommen und konnte somit seine Herrschaft bis nach Thessalien ausdehnen.
In den 370er Jahren v. Chr. war es den Städten auf der Chalkidike gelungen, ihr Bündnis zu erneuern und der Chalkidische Bund gewann wieder an Einfluss. Jedoch lag er inmitten des makedonischen Herrschaftsbereiches und wurde 349 v. Chr. erneut in das makedonische Reich eingegliedert (Zweiter Olynthischer Krieg). Der Sieg Philipps im zweiten olynthischen Krieg war eine wichtige Zwischenstation des Machtausbaus des Königreichs Makedonien über ganz Griechenland. Wie groß die Machtstellung der Makedonen in Griechenland zu dieser Zeit bereits war, konnte man 339 v. Chr. an der Beteiligung am vierten heiligen Krieg erkennen, in dem Philipp II. zum Anführer der Amphiktyonischen Staaten gegen Amfissa ernannt wurde.
Parallel zu dem Ausbau seiner militärischen, aber auch politischen Macht in den südlicheren Teilen Griechenlands gelang es Philipp auch, sich gegen die westlichen, nördlichen und östlichen Nachbarn Makedoniens zur Wehr zu setzen. Die Illyrer wurden besiegt und zurückgedrängt, die Thraker verloren ihre Autonomie sogar gänzlich und wurden in das makedonische Reich einverleibt. Dadurch gefährdete er die Interessen Athens, dem insbesondere daran gelegen war, den Getreidehandel durch den Bosporus weiterhin kontrollieren zu können. Die Belagerung Byzantions wurde zum Auslöser einer Kriegserklärung durch Athen. Im August 338 v. Chr. vernichtete Philipp II. mit seinem Heer die alliierten griechischen Heere Thebens, Athens und anderer Stadtstaaten (Schlacht von Chaironeia), wodurch es ihm möglich war, die politische Landschaft Griechenlands nach seinen Vorstellungen neu zu gestalten.

### Das Alexanderreich (336–323 v. Chr.)

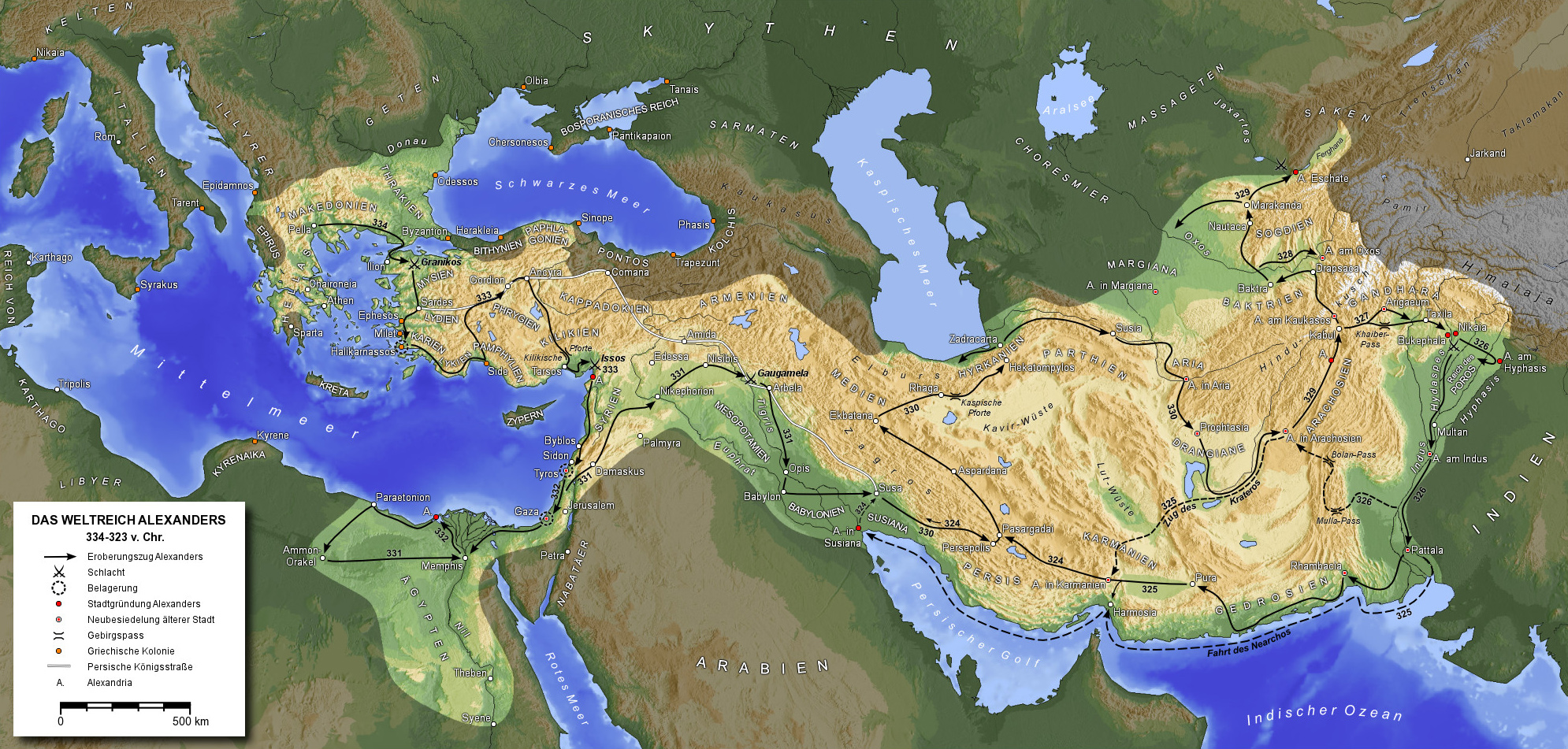
Das Alexanderreich

336 v. Chr. wurde Philipp II. ermordet und sein Sohn Alexander III., der bereits an der Schlacht von Chaironeia beteiligt gewesen war, neuer König von Makedonien. Schon Alexanders Vater Philipp hatte Pläne für einen Angriff auf die Perser geschmiedet, angeblich um Rache für die Invasion Griechenlands (Perserkriege) rund 150 Jahre zuvor zu nehmen. Allerdings dürften letztlich eher machtpolitische Gründe den Ausschlag gegeben haben. Alexander setzte die Pläne seines Vaters fort und startete im Frühjahr 334 v. Chr. seinen Feldzug gegen das persische Achämenidenreich, das von Großkönig Dareios III. regiert wurde. Das ursprüngliche Ziel des Persienfeldzugs war eigentlich nur die Eroberung der Westküste Kleinasiens, doch als Alexander dieses Ziel bereits im ersten Jahr erreichte, beschloss er seine Expansion fortzusetzen und eroberte den gesamten Westteil des Achämenidenreichs. Danach eroberte Alexander, dessen Ansehen bei den Griechen und Makedonen rapide anstieg, Phönizien und Palästina, von wo aus er nach Ägypten marschierte, das er ohne Gegenwehr einnahm, da die Ägypter ihn als Befreier von Persien sahen.
Während Alexander 331 v. Chr. Babylon einnahm, nutzten die Spartiaten seine Abwesenheit, um sich vergeblich gegen die makedonische Herrschaft zu erheben, wurden aber von seinem in Griechenland zurückgelassenen Stellvertreter Antipatros besiegt (Schlacht von Megalopolis). 330 v. Chr. wurde das Achämenidenreich endgültig von Alexander besiegt. Nun begann er das Perserreich zu sichern, indem er einen Rachefeldzug gegen Bessos, den Mörder des Achämenidenkönigs, führte, da er die Unterstützung der persischen Adligen brauchte. Nachdem Bessos 329 v. Chr. gekreuzigt worden war, schlug Alexander eine sogdische Revolte nieder und eroberte das gesamte Perserreich. Nun versuchte Alexander sein Imperium weiter nach Osten auszudehnen und marschierte 326 v. Chr. in indische Territorien (die allerdings nicht im heutigen Staat Indien, sondern eher in Afghanistan und Pakistan lagen). Nun weigerten sich jedoch irgendwann die Männer Alexanders weiterzugehen und erzwangen die Umkehr in Richtung Westen. 323 v. Chr. starb Alexander in Babylon.

### Die Diadochenzeit (322–281 v. Chr.)

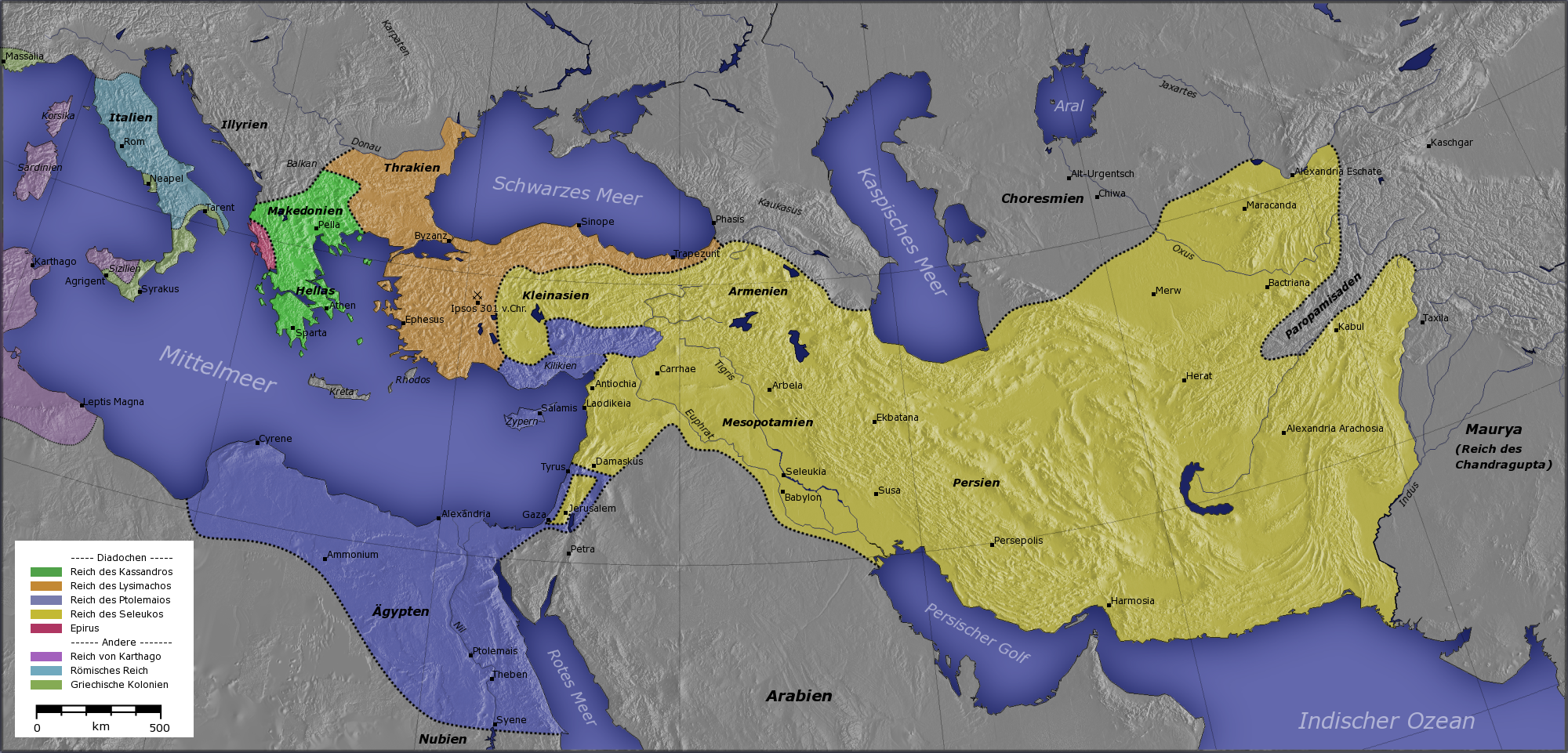
Diadochenreiche

Nach dem Tod Alexanders des Großen erhob sich Athen gegen die makedonische Herrschaft in Griechenland (Lamischer Krieg). Athen gewann schnell weitere Verbündete, die jedoch 322 v. Chr. von Makedonien bezwungen wurden, womit Makedonien seine Machtposition in Griechenland behielt. 321 v. Chr. folgte der erste Diadochenkrieg, in dem es um die Herrschaft über das von Alexander eroberte Weltreich ging. Die Gefährten Alexanders im Asienfeldzug, die als seine „Diadochen“ (Nachfolger) bezeichnet werden, begannen um die Regentschaft zu streiten. Auf der einen Seite standen die legitimierten Vertreter des makedonischen Königtums, welche die Reichseinheit wahren wollten. Auf der anderen Seite standen die Opponenten, welche die Regentschaft über das Alexanderreich beanspruchten. Schon nach dem zweiten Diadochenkrieg 316 v. Chr. hatten sich fünf Diadochen eigene Herrschaftsgebiete im Raum des Alexanderreichs eingerichtet, formell bestand die Reichseinheit aber noch fort. Im vierten Diadochenkrieg 307 v. Chr. war das Alexanderreich faktisch zerfallen. 281 v. Chr. endete der sechste und letzte Diadochenkrieg. Als Ergebnis der Kämpfe hatten sich drei große Nachfolgestaaten gebildet: das Ptolemäerreich in Ägypten, das Seleukidenreich in Asien und das Königreich Makedonien, das von den Antigoniden übernommen wurde.

### Machtkämpfe der Nachfolgestaaten des Alexanderreiches (280–216 v. Chr.)
Das ptolemäische Ägypten, das Seleukidenreich und das Königreich Makedonien waren nun die dominierenden und meist untereinander verfeindeten Nachfolgestaaten des Alexanderreiches. 267 v. Chr. kam es zu Machtkämpfen (Chremonideischer Krieg), wobei sich Makedonien gegen Athen und Sparta behaupten musste, die von den Großmächten benutzt wurden, um sich als Befreier der Griechen vom jeweiligen Gegner ausgeben zu können. 261 v. Chr. musste Athen jedoch kapitulieren und eine makedonische Garnison in der Stadt dulden. Es verlor dadurch weiter an politischer Bedeutung und hörte endgültig auf, als selbstständige Macht zu existieren. Makedonien hingegen erreichte unter Antigonos II. Gonatas mit dem Ausgang des Krieges wieder jene Ausdehnung, die es zu Zeiten Philipps II. hatte. Ebenso wie das Seleukidenreich fühlte es sich aber durch die wachsende ptolemäische Dominanz bedroht, sodass es 260 v. Chr. zum zweiten syrischen Krieg kam: Antigonos II. und Antiochos II. verbündeten sich mit dem Ziel, Ägyptens Vormachtstellung im östlichen Mittelmeerraum zu brechen. 253 v. Chr. hatte sich die Lage wieder beruhigt und es wurde ein Frieden geschlossen. Auch am dritten syrischen Krieg 246 v. Chr. war Makedonien beteiligt, da 243 v. Chr. die Küstenstädte Thrakiens durch den ägyptischen König Ptolemaios III. besetzt worden waren. 228 v. Chr. versuchte Sparta, seine Vormachtstellung in Griechenland wiederzuerlangen (Kleomenischer Krieg). Sparta wurde während des Krieges finanziell von Ptolemaios III. unterstützt. Die Achaier änderten daraufhin 225 v. Chr. ihre bisher antimakedonische Politik und riefen die Makedonen zu Hilfe. Es folgten blutige Kämpfe, bis Sparta 222 v. Chr. geschlagen wurde. 220 v. Chr. kam es erneut zu Auseinandersetzungen mit Sparta (Bundesgenossenkrieg), das sich diesmal mit dem Aitolischen Bund verbündet hatte. 217 v. Chr. schloss Philipp V. mit dem Aitolischen Bund den Frieden von Naupaktos.

### Niedergang und römische Eroberung (215–146 v. Chr.)

Makedonien um 200 v. Chr.

Nachdem die Römische Republik 217 v. Chr. während des Zweiten Punischen Krieges schwere Niederlagen gegen Hannibal erlitten hatte, sah der Antigonide Philipp V. eine günstige Gelegenheit gekommen, sich der unter römisches Patronat gelangten Küstenstädte Illyriens zu bemächtigen und die Römer wieder vom Balkan zu vertreiben (Erster Makedonisch-Römischer Krieg). Dies scheiterte nicht zuletzt daran, dass es den Römern gelang, griechische Mächte wie die Aitoler gegen Philipp in Stellung zu bringen. Im Jahr 205 v. Chr. wurde schließlich der Friede von Phoinike geschlossen, in dem der jeweilige Status quo anerkannt wurde. Den Zweiten Makedonisch-Römischen Krieg (200–197 v. Chr.), den Rom nach dem Sieg über Hannibal fast unverzüglich begann, verlor Philipp V. jedoch, und er wurde gezwungen, seine Flotte und Stützpunkte sowie die Hegemonie über Griechenland aufzugeben. Der König musste außerdem auf jede weitere Expansion in Griechenland verzichten, und auch die makedonische Herrschaft in Thrakien und im kleinasiatischen Karien fand nun ein Ende. Philipps Sohn Perseus versuchte, die makedonische Monarchie zu retten, scheiterte jedoch im dritten Krieg gegen die Römer 168 v. Chr., woraufhin sein Reich unter römische Herrschaft kam und die antigonidische Monarchie unterging. Rom organisierte das Gebiet stattdessen als Bundesstaat. Die Unzufriedenheit der Bevölkerung im Anschluss an die Zerschlagung der makedonischen Selbstständigkeit bildete vermutlich den Nährboden für den Aufstand des Andriskos, der in den Vierten Makedonisch-Römischen Krieg (149–148 v. Chr.) mündete. Schließlich wurde Andriskos 146 v. Chr. hingerichtet und Makedonien eine römische Provinz (Macedonia).

## Staatswesen und Währung

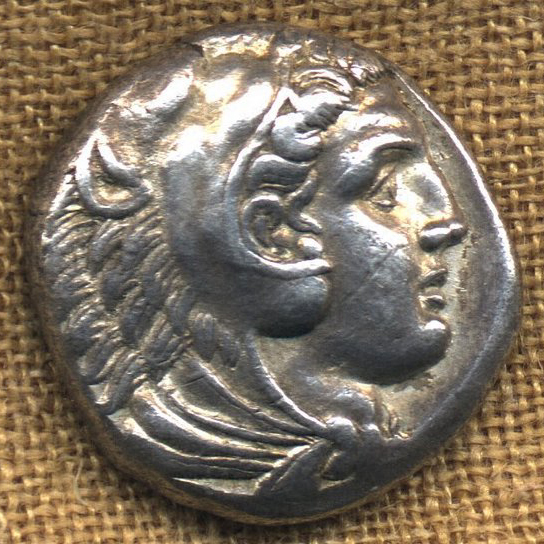
Makedonische Tetradrachme Alexanders des Großen

Makedonien war eine Monarchie, die makedonischen Herrscher wurden mit dem griechischen Wort für „König“ (Basileus) bezeichnet. Traditionell war das makedonische Königtum bis in die Zeit Philipps II. schwach ausgebildet. Der König fungierte eher als Primus inter pares und hauptsächlich als oberster Feldherr. Dazu trug auch die starke Stellung des Adels bei. Erst Philipp II. gelang es, das Königtum wesentlich zu stärken, wobei er den Adel, dessen Macht er einschränkte, geschickt in seine Politik einband und dadurch für sein politisches System gewann.
Die Währung im Königreich Makedonien war später die antike Drachme aus Silber. Die Drachme war im gesamten hellenischen Kulturkreis verbreitet und wurde in vielen Städten geprägt.

## Wichtige Städte
Bis 410 v. Chr. war Aigai die Hauptstadt des Königreichs Makedonien. Auch später diente der Ort als Begräbnisstätte der makedonischen Könige. Zur Stadt gehörten mehrere Heiligtümer und ein Theater, das in der 2. Hälfte des 4. Jahrhunderts v. Chr. erbaut wurde. Zur Zeit Philipps II. und Alexanders des Großen war Pella die Hauptstadt; hier wurde unter anderem Alexander der Große geboren. In Dion ließ der makedonische König Archelaos I. erstmals sportliche Festspiele (Agone) ausrichten, später diente dieser Ort als Militärfestung Kassanders. Weitere bedeutende Städte waren Philippi, Thessaloniki und Veria.
Weitere Städte, die bedeutend genug waren, um ihre eigenen Münzen zu prägen, waren Dionysioi, Eion am Strymon, Neapolis (Makedonien), Orreskioi, Zaielioi, Ichnai, Lete, Bisaltae, Edones, Derrones, Thermai, Aineia, Akanthos (Chalkidike), Aphytis, Dikaia, Mende (Makedonien), Olophyxos in der Nähe des Berg Athos, Olynth, der Sitz der Chalkidischen Liga, Orthagoria, Potidaia, Skione, Terone, Uranopolis, Amphipolis, Methone, Philippoi, Pydna und Tragilos.

## Bevölkerung
Ob die antiken Makedonen Hellenen waren und das antike Makedonien zur griechischen Kulturwelt zählte, war laut den Quellen bereits im Altertum umstritten und ist es bis heute. Zwar wird von mehreren Forschern angenommen, dass die Makedonen ein griechischer Stamm waren, vieles deutet dennoch darauf hin, dass die Zugehörigkeit der Makedonen zur griechischen Welt, wie man sie im Altertum definierte, bis ins 4. Jahrhundert v. Chr. zumindest unklar war: Als Alexander I. von Makedonien sich im 5. Jahrhundert für das Wagenrennen bei den Olympischen Spielen bewarb, wo er in seinem Namen ein Viergespann antreten lassen wollte, lehnten die Organisatoren zunächst seinen Antrag ab und erklärten, dass nur Griechen teilnehmen dürften: Offensichtlich zählten sie die Makedonen also nicht zu den Hellenen. Alexander I. argumentierte jedoch, dass er gar kein Makedone sei, sondern zur Dynastie der Argeaden gehöre, die von Herakles abstamme, was bedeute, dass seine Familie gemäß der antiken Mythologie ursprünglich aus Argos stamme, und überzeugte die Priester in Olympia so von seiner griechischen Abstammung.
Gegen Ende des 5. Jahrhunderts v. Chr. wurde der makedonische König Archelaos I. sowohl in Olympia (bei den Olympischen Spielen) als auch in Delphi (bei den Pythischen Spielen) für die Siege seiner Gespanne im Pferderennen mit einem Olivenkranz gekrönt. Das Hellenentum der Argeaden wurde im Rahmen dieser Panhellenischen Spiele also akzeptiert. Noch in der Mitte des 4. Jahrhunderts betonten allerdings griechische Autoren wie Demosthenes und Isokrates, dass die übrigen Makedonen Barbaren seien, die von einem König beherrscht würden, während die Griechen frei seien. Umstritten ist aber, ob es sich hierbei nur um Polemik handelte. Neben literarischen Wettbewerben organisierte Alexander der Große in seinem ganzen Reich Musik- und Sportwettbewerbe griechischen Stils, um seine Zugehörigkeit zur hellenischen Welt zu betonen. Aber auch die unter dem Namen Pseudo-Skylax überlieferten geographischen Werke aus dem 4. Jahrhundert v. Chr. etwa zählen weder Makedonien noch Epirus zu Griechenland.
Erst gegen Ende des 4. Jahrhunderts v. Chr. nahmen dann auch einige gewöhnliche Makedonen an panhellenischen Wettbewerben teil und gewannen verschiedene Olympische Spiele. Der älteste überlieferte Autor, der Makedonien zu Hellas zählt, ist der unter Kaiser Augustus schreibende Geograph Strabon.
Die Makedonen sprachen Makedonisch, eine heute ausgestorbene indogermanische Sprache. Bislang ist nicht klar, ob Makedonisch ein griechischer Dialekt war oder eine eigenständige Sprache, die mit dem Griechischen nur verwandt war. Alle Inschriften aus Makedonien wurden entweder in der attisch-griechischen Standardsprache oder in einem griechischen Dialekt verfasst, der sowohl mit den nordwestlichen („dorischen“) Dialekten von Epirus als auch mit den nordöstlichen („äolischen“) Dialekten von Thessalien verwandt ist. Auch die Religion in Makedonien war in den historisch fassbaren Epochen durchaus von der griechischen Kultur geprägt. So befanden sich auch in Makedonien Tempel hellenischer Gottheiten.